# Goed ten Broeke

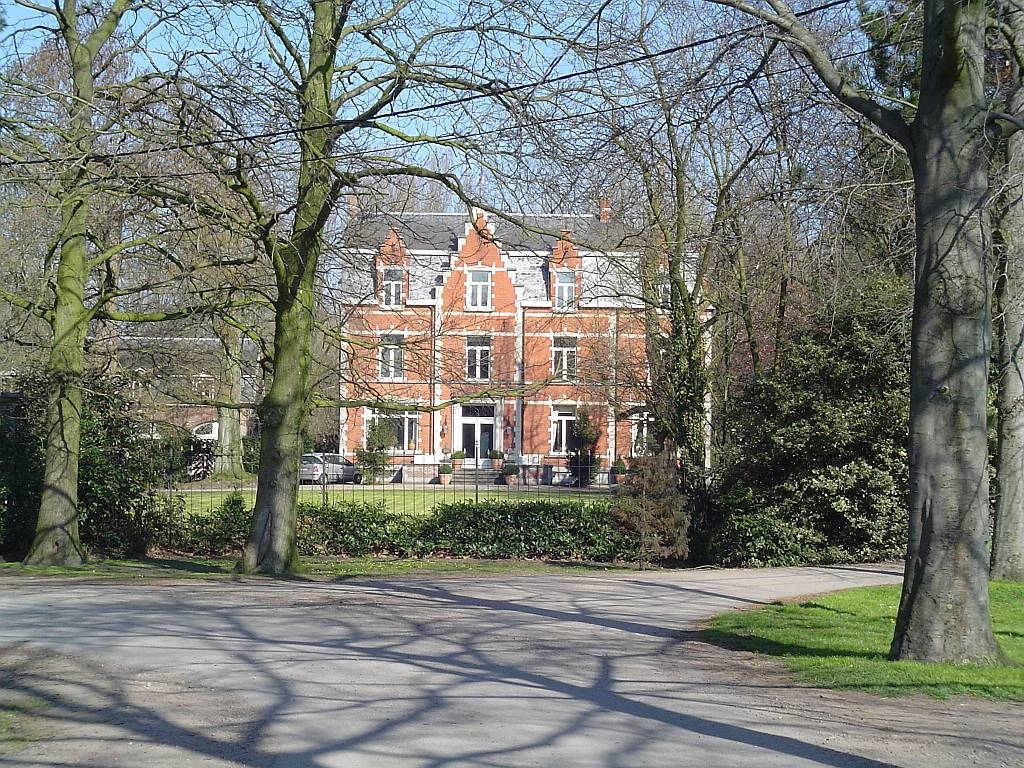
Het Goed Ten Broeke

Het Goed ten Broeke is een kasteel gelegen in Wippelgem (een deelgemeente van Evergem, België) op het einde van een lange dreef met beukenbomen (Heffinck 6). Het werd reeds in de veertiende eeuw vermeld in de literatuur.

## Geschiedenis
Reeds in de 12e eeuw was het Goed ten Broeke in het bezit van de Gentse patriciersfamilie Borluut. Het was niet alleen een landbouwuitbating, maar had ook een opperhof, dat in 1531 werd uitgebouwd tot een "huys van plaisancie” en uitgerust met een duiventoren met 220 nissen.
Op 10 februari 1552 verkochten Frans Borluut en zijn mede-erfgenamen het het grootste deel van het goed, met uitzondering van de dreef, de singels en de mote aan Willem van Putthem, advocaat in de Raad van Vlaanderen, die in 1560 ook de rest (die ondertussen verkocht was aan Joris Vijt) bijkocht en zo de 50 ha weer samenbracht. 
In 1699 verkochten de kinderen van Vincent van Putthem het goed aan Ignace de Smet, advocaat in de Raad van Vlaanderen, en zijn broer Jan Baptist de Smet. Het bleef in de familie de Smet tot het in 1739 verkocht werd aan de weduwe van Louis Lefèvre, Barbe Odemaer, die het als geschenk gaf aan haar dochter Françoise Lefèvere ter gelegenheid van haar huwelijk met Louis van den Hecke, heer van Lembeke.  
In 1825 werd het gekocht door Louis Maertens, nadien kwam het in het bezit van de familie Maertens de Noordhout, die in 1843 een nieuw kasteel liet bouwen en het oud kasteel als tuinierswoning gebruikte, die in 1981 grondig gerestaureerd werd.

## Gebouw
Het nieuw kasteel bevindt zich samen met het oud kasteeltje en de duiventoren op een dubbel omwald terrein met beukendreef. 